# Parasarcophaga kalimpongensis
Parasarcophaga kalimpongensis är en tvåvingeart som beskrevs av Nandi 1979. Parasarcophaga kalimpongensis ingår i släktet Parasarcophaga och familjen köttflugor. Inga underarter finns listade i Catalogue of Life.